# 한국식품안전관리인증원
한국식품안전관리인증원(韓國食品全情管理認證院, Korea Agency of HACCP Accreditation & Service, KAHAS)은 식품 및 축산물의 안전관리인증과 그와 관련된 종합적인 지원 사업을 전문적·체계적으로 수행하도록 함으로써 국민보건 증진에 이바지하기 위하여 설립된 대한민국 식품의약품안전처 산하 공공기관이다. 충청북도 청주시 오송생명5로 156에 있다. 2017년 축산물안전관리인증원과 통합되었다.

## 설립 근거
- 한국식품안전관리인증원의 설립 및 운영에 관한 법률[5]

## 주요 업무
- HACCP 인증(연장)심사
- HACCP 조사•평가(정기심사)
- HACCP 기술지원
- HACCP 관련 시험, 연구
- 해외제조업소 현지실사
- 식품•축산물 위생 및 HACCP 교육
- HACCP 관련 조사,연구 및 통계
- 식품접객업소 위생등급제

## 연혁

### 구 한국식품안전관리인증원
- 2007년 2월 HACCP지원사업단 발족 (서울특별시 동작구 노량진동)
- 2011년 1월 HACCP지원사업단 대전 이전 (대전광역시 중구)
- 2013년 11월 한국식품안전관리인증원 설립허가
- 2014년 1월 2일 한국식품안전관리인증원 개원[6]
- 2015년 1월 29일 기타공공기관 지정
- 2017년 2월 13일 축산물안전관리인증원과 통합하여 폐지

### 구 축산물안전관리인증원
- 2006년 10월 19일 사단법인 축산물위해요소중점관리기준원 설립 허가 (농림부)
- 2008년 6월 22일 법정법인 축산물위해요소중점관리기준원으로 개편[7][8]
- 2010년 1월 기타공공기관으로 지정
- 2011년 1월 준정부기관으로 지정
- 2013년 3월 23일 식품의약품안전처 산하기관으로 이관
- 2014년 1월 31일 축산물안전관리인증원으로 변경
- 2017년 2월 13일 한국식품안전관리인증원과 통합하여 폐지

### 통합 한국식품안전관리인증원
- 2017년 2월 13일 통합 한국식품안전관리인증원으로 출범[9]
- 2018년 2월 1일 위탁집행형 준정부기관으로 지정변경

## 조직

### 한국식품안전관리인증원장
- 이사회
- 감사 (비상임)
  - 윤리감사실

### 기획경영이사
- 전략기획본부 
  - 기획예산팀
  - ESG혁신팀
  - 홍보전략팀

- 경영관리본부 
  - 인재개발팀
  - 안전경영지원팀
  - 회계관리팀

- 국제사업교육본부
  - 국제인증팀
  - 국외실사팀
  - 교육운영단

### 인증사업이사
- 인증심사본부 
  - 인증기획팀
  - 인증관리팀
  - 농장사료팀
  - 위생평가팀

- 기술혁신본부
  - 스마트기획팀
  - 스마트운영팀
  - IT전략팀

- 연구개발본부
  - 연구기획팀
  - 연구관리팀
  - 시험검사팀

### 서울지원
- 인증심사팀
- 평가관리팀
- 기술지원팀
- 강원출장소

### 부산지원
- 인증심사팀
- 평가관리팀
- 기술지원팀

### 경인지원
- 인증심사팀
- 평가관리팀
- 기술지원팀

### 대구지원
- 인증심사팀
- 평가관리팀
- 기술지원팀

### 광주지원
- 인증심사팀
- 평가관리팀
- 기술지원팀
- 제주출장소

### 대전지원
- 인증심사팀
- 평가관리팀
- 기술지원팀

## 사건·사고 및 논란

### 노동조합 탈퇴 거부자 대기발령
2014년 3월 1일 공공운수노동조합 축산물안전관리인증원지부가 설립되었다.
2014년 3월 19일 축산물안전관리인증원이 노동조합법상 '사용자의 이익을 대표하는 자'라는 이유로 공공운수노조 앞으로 공문을 보내 △각 팀장 △기획예산팀 소속 기획예산·전산업무 전담자 △성과평가팀 소속 성과평가업무 전담자 △홍보전략팀 소속기관홍보업무 전담자 등을 노조에서 배제하라고 요구했다.
2014년 6월 26일 축산물안전관리인증원이 '팀장 보직자에 대한 노조 탈퇴 요청' 공문을 보내 "우선적으로 본원 팀장 보직자들이 30일까지 노조에서 탈퇴하지 않을 경우 인사상 조치를 취할 수밖에 없다"고 압박했다.
2014년 7월 1일 공공운수노동조합 축산물안전관리인증원지부(지부장 하승열)에 따르면 축산물안전관리인증원이 노조탈퇴 불이행을 이유로 정은실 수석부지부장(홍보전략팀장)을 비롯한 4~5급 직원 6명에 대해 자택대기발령 조치를 취했다. 이에 대해 축산물안전관리인증원지부는 "노동조합 탈퇴를 종용하거나 노동조합 가입 및 조합활동을 방해하는 등 단결권을 침해하는 건 부당노동행위"라고 반발했다.

### 축산물안전관리인증원장 해임 법정공방
2014년 12월 24일 축산물안전관리인증원 조규담 원장이 해임됐다. 2012년 8월 17일 취임한 조규담 원장의 임기는 2015년 8월 16일까지로, 임기 만료 8개월을 남겨놓고 있었다. 축산물안전관리인증원 이사회는 10월 국정감사에서 예산 집행 및 심사업무 적정성, 무자격 심사관의 HACCP 인증 심사 등 지적에 대한 책임론과 함께 최근 노조와 계속된 인사 갈등 문제로 도마 위에 오른 점 등을 들어 해임안을 의결한 것으로 알려졌다. 조규담 전 원장은 2014년 노동조합 가입범위를 문제 삼아 직원들에게 노동조합 탈퇴를 종용하고, 이에 불응한 팀장급 직원 6명을 대기발령시키는 등으로 논란이 됐었다.
2014년 12월 31일 조규담 전 원장이 축산물안전관리인증원 H 모 전무이사에 대해서는 공문서를 위조했다는 등의 이유로 수원지방검찰청 안양지청에 고소장을 제출했다. 조규담 전 원장은 "H 전무가 인사, 계약 등 직무수행과정에서 서류를 위ㆍ변조하거나 은폐했다. 인사위원회에서 이뤄진 내용을 허위보고했다"며, "H 전무가 2014년 10월 간부회의에서 직원들에게 '인사운용 잘못'과 '불통' 등 각종 막말로 나를 모욕하고 명예훼손했다"고 주장했다.
2015년 1월 2일 "식품의약품안전처가 사실을 왜곡해 근거 없이 해임했다"며 축산물안전관리인증원장 해임 효력정지 가처분 신청을 냈다. 조규담 전 원장이 낸 원장해임 효력정지 가처분 신청 취지는 ▲정승 식품의약품안전처장의 조규담 축산물안전관리인증원장 해임조치 취소 ▲정승 식품의약품안전처장의 H 전무이사 원장직무대행 지정 취소 ▲정승 식품의약품안전처장의 축산물인전관리인증원장 신규채용 공모절차 중지 등이다.

## 같이 보기
- 농림축산검역본부
- 식품안전정보원
- 축산물품질평가원
- 농림수산식품기술기획평가원
- 농림수산식품교육문화정보원